# Iwi
Iwi  so največje družbene enote v novozelandski maorski družbi. V maorščini iwi približno pomeni 'ljudje' ali 'narod' in se pogosto prevaja kot 'pleme' ali 'konfederacija plemen'. Beseda je v maorskem jeziku ednina in množina, v angleščini pa je običajno pluralizirana kot taka.
Skupine Iwi sledijo svojim prednikom prvotnim polinezijskim migrantom, ki so po tradiciji prispeli s Hawaikija. Nekateri iwi se združujejo v večje skupine, ki temeljijo na whakapapa (genealoški tradiciji) in so znane kot waka (dobesedno 'kanuji', glede na prvotna migracijska potovanja). Te super-skupine na splošno opravljajo simbolične in ne praktične funkcije. V predevropskih časih je bila večina Maorov povezana z razmeroma majhnimi skupinami v obliki hapū (»podplemena«) in whānau (»družina«). Vsak iwi vsebuje številne hapū; med hapū Ngāti Whātua iwi so na primer Te Uri-o-Hau, Te Roroa, Te Taoū in Ngāti Whātua-o-Ōrākei. Maori uporabljajo besedo rohe za opis ozemlja ali meja iwi.
V sodobni Novi Zelandiji lahko iwi izvaja pomembno politično moč pri upravljanju zemlje in drugega premoženja. Na primer, poravnava Waitangijske pogodbe iz leta 1997 med novozelandsko vlado in Ngāi Tahujem je iwiju nadomestila različne izgube pravic, zagotovljenih s Waitangijsko pogodbo iz leta 1840. Od leta 2019 ima pleme skupno premoženje v upravljanju 1,85 milijarde USD. Zadeve Iwi lahko resnično vplivajo na novozelandsko politiko in družbo. Poskus nekaterih iwijev iz leta 2004, da bi na sodišču preizkusili njihovo lastništvo morskega dna in obalnih območij, je polariziral javno mnenje.

## Poimenovanje
V maorščini in v mnogih drugih polinezijskih jezikih iwi dobesedno pomeni 'kost', ki izhaja iz protooceanskega *suRi₁, kar pomeni 'trn, drobec, ribja kost'. Māori lahko vrnitev domov po potovanju ali življenju drugje imenujejo »vrnitev k kostem« - dobesedno na grobišča prednikov. Roman maorske avtorice Keri Hulme The Bone People (1985) ima naslov, ki je neposredno povezan z dvojnim pomenom kosti in »ljudi iz plemena«.
Številna imena iwi se začnejo z Ngāti ali z Ngāi (iz ngā āti oziroma ngā ai, obe pomenita približno 'potomec'). Ngāti je postal produktiven morfem v novozelandski angleščini za označevanje skupin ljudi: primeri so Ngāti Pākehā (Pākehā kot skupina), Ngāti Poneke (Māori, ki so se preselili v regijo Wellington) in Ngāti Rānana (Māori, ki živijo v Londonu). Ngāti Tūmatauenga ('Pleme Tūmatauenga', bog vojne) je uradno maorsko ime novozelandske vojske, Ngā Opango ('črno pleme') pa je maorsko ime za All Blacks.
V južnem narečju Māori se Ngāti in Ngāi spremenita v Kāti in Kāi, izraza, ki jih najdemo v iwiju, kot sta Kāti Māmoe in Kāi Tahu (znan tudi kot Ngai Tahu).

## Struktura
Vsak iwi ima splošno priznano ozemlje (rohe), vendar se veliko teh prekriva, včasih popolnoma. To je dolgotrajnim razpravam in sodnim primerom o tem, kako rešiti zgodovinske zahtevke iz Pogodbe, dodalo plast zapletov. Dolžina obale se je pojavila kot eden od dejavnikov v končni (2004) zakonodaji za dodelitev ribolovnih pravic pri poravnavi zahtevkov v zvezi s komercialnim ribolovom.

### Samoodločba
Iwi lahko postane potencialno sredstvo za ideje in ideale samoodločbe in/ali tino rangatiratanga. Tako maorska stranka v preambuli svoje ustave omenja »sanje in težnje tangata whenua, da dosežejo samoodločbo za whānau, hapū in iwi znotraj njihove lastne dežele«. Nekateri Tūhoe predvidevajo samoodločbo v izrazih, ki so posebej usmerjeni v iwi.

### Iwi identiteta
Vse večja urbanizacija Maorov je pripeljala do situacije, ko se znaten odstotek ne identificira z nobenim določenim iwijem. Naslednji izvleček iz sodbe višjega sodišča Nove Zelandije iz leta 2000, ki obravnava postopek poravnave ribolovnih pravic, ponazarja nekatera vprašanja:
... 81 odstotkov Maorov zdaj živi v mestnih območjih, vsaj ena tretjina jih živi zunaj svojega plemenskega vpliva, več kot ena četrtina ne pozna svojega iwija ali se iz nekega razloga ne odloči za povezavo z njim, vsaj 70 % živi zunaj tradicionalnega plemenskega ozemlja in ti bodo imeli težave, ki bodo v mnogih primerih resne, tako v zvezi s svojo plemensko dediščino kot pri dostopu do koristi od naselitve. Pravijo tudi, da mnogi Maori zavračajo plemensko pripadnost zaradi delavskega brezposelnega odnosa, kljubovanja in frustracije. Povezani, a manj pomembni dejavniki so, da lahko hapu pripada več kot enemu iwiju, določen hapu je morda pripadal različnim iwi ob različnih časih, napetost, ki jo povzroča družbena in ekonomska moč, ki se premika od iwija navzdol in ne od hapuja in dejstvo, da mnogi iwi ne priznavajo zakoncev in posvojencev, ki nimajo sorodstvenih vezi.

V popisu leta 2006 16 odstotkov od 643.977 ljudi, ki so trdili, da so predniki Maori, ni poznalo svojega iwija. Drugih 11 odstotkov jih ni navedlo svojega iwija ali pa je navedlo samo splošno geografsko regijo ali pa je navedlo samo ime waka. Pobude, kot je Iwi Helpline, poskušajo ljudem olajšati identifikacijo svojega iwija in delež tistih, ki »ne vedo«, je padel glede na prejšnje popise.

### Pantribalizem
Nekatere uveljavljene vse plemenske organizacije lahko vplivajo na divizije iwi. Cerkev Rātana, na primer, deluje med divizijami iwi, gibanje māori King, čeprav je v glavnem zbrano okoli Waikato/Tainui, cilja preseči nekatere funkcije iwi v širši skupini.

## Glavni iwiji

### Največji iwi po prebivalstvu
1. Ngāpuhi – 165.201 (leta 2018) – s sedežem v regiji Northland
2. Ngāti Porou – 92.349 (leta 2018) – s sedežem v regiji Gisborne in East Cape
3. Waikato Tainui - 84.030 (leta 2018)[15] – s sedežem v regiji Waikato
4. Ngāti Kahungunu - 82.239 (leta 2018) s sedežem v Vzhodna obala Severnega otoka
5. Ngāi Tahu|Ngāi Tahu/ Kāi Tahu - 74.082 (leta 2018) s sedežem na Južnem otoku
6. Te Arawa]] – 60.719 (leta 2018) – s sedežem v regiji Bay of Plenty
7. Ngāti Tūwharetoa – 47.930 (leta 2018) – s sedežem na osrednjem Severnem otoku
8. Tūhoe|Ngāi Tūhoe – 46.479 (leta 2018) – s sedežem v Te Urewera in Whakatane
9. Ngāti Maniapoto – 45.719 (leta 2018) – s sedežem v Waikato in Waitomo

### Drugi iwiji po prebivalstvu
1. Brez pripadnosti – 110.928 (leta 2013) – vključuje Māore, ki živijo na Novi Zelandiji in niso povezani z iwi
2. Te Hiku, ali Muriwhenua –  33.711 (leta 2013) – skupina iwi in hapū v regiji Northland
3. Ngāti Raukawa – 29.442 (leta 2013) – skupina iwi in hapū v regiji Waikato, Taupō in Manawatū
4. Te Atiawa]] – 23.094 (leta 2013) – skupina iwi in hapū v Taranakiju in Wellingtonu
5. Hauraki Māori – 14.313 (leta 2013) – skupina iwi in hapū v zalivu Hauraki / Tīkapa Moana ali okoli njega

### Drugi pomembni iwiji
- Ngāti Toa (s sedežem v Porirui, ki se je preselil iz Waikata v 1820-ih pod vodstvom Te Rauparahe)
- Ngāti Tama (s sedežem v Taranaki, Chatham Islands, Wellington in Te Tau Ihu)
- Ngāti Ruanui (s sedežem v regiji Taranaki)
- Ngāruahine (s sedežem v južnem Taranakiju)
- Te Ātiawa – Taranaki in Lower Hutt
- Ngāti Hikairo -rangatiratanga v Kāwhia, Ōpārau in Waipā v Kraljevi državi)
- Whakatōhea (s sedežem v okrožju Ōpōtiki)
- Ngāti Whātua (s sedežem v Aucklandu in severno od njega – zlasti Bastion Point v Ōrākeiju)

## Iwi radio
Mnogi iwi delujejo ali so povezani z medijskimi organizacijami. Večina teh pripada Te Whakaruruhau o Nga Reo Irirangi Māori (nacionalna maorska radijska mreža), skupini radijskih postaj, ki prejemajo sporna vladna sredstva od Te Māngai Pāho (maorska agencija za financiranje radiodifuzije), da delujejo v imenu iwi in hapū. V skladu s sporazumom o financiranju morajo postaje proizvajati programe v lokalnem maorskem jeziku in aktivno promovirati lokalno maorsko kulturo.
Dvoletna raziskava Univerze Massey med 30.000 ljudmi, objavljena leta 2003, je pokazala, da je 50 odstotkov Maorov na območjih oddajanja Nacionalne radijske mreže Māori poslušalo postajo iwi. Študija tehnološke univerze v Aucklandu iz leta 2009 je pokazala, da se bo občinstvo radijskih postaj iwi povečalo, ko bo naraščajoče prebivalstvo novozelandskih Maorov poskušalo ohraniti povezavo s svojo kulturo, družinsko zgodovino, duhovnostjo, skupnostjo, jezikom in iwi.
Društvo Victoria University of Wellington Te Reo Māori je vodilo kampanjo za maorski radio in pomagalo vzpostaviti Te Reo o Poneke, prvo radijsko postajo v lasti Maorov, ki je leta 1983 uporabljala čas na wellingtonski študentski radijski postaji Radio Active. Med letoma 1989 in 1994 je bilo ustanovljenih enaindvajset radijskih postaj iwi, ki so prejemale vladna sredstva v skladu z zahtevkom Waitangijeve pogodbe. Ta skupina radijskih postaj je oblikovala različne mreže in postala Te Whakaruruhau o Nga Reo Irirangi Māori.